# انحياز للتماثل
الانحياز للتماثل هو انحياز معرفي مشابه للانحياز التأكيدي. يحدث الانحياز للتماثل بسبب اعتماد الناس المفرط على الاختيار المباشر لفرضية معينة وإهمال الاختبارات غير المباشرة.

## أمثلة
لنفترض أننا –في إعداد تجريبي- قدمنا زرين لشخص خاضع للتجربة، وأخبرناه بأن الضغط على أحد هذين الزرين سيفتح الباب في حين أن الآخر لن يقوم بذلك. ولو تبنى الخاضع للتجربة افتراضاً بأن الزر الأيسر سيفتح الباب المعني. فسيعني ذلك أن الضغط على الزر الأيسر يعتبر اختباراً مباشراً لهذه الفرضية، وأن الضغط على الزر الأيمن اختبار غير مباشر. ومع أن الضغط على الزر اليميني هنا هو اختبار غير مباشر، إلا أنه لايزال اختباراً صحيحاً، لأنه بمجرد الوصول إلى النتيجة، والتي هي عدم فتح الباب، سيثبت أن الزر الأيسر هو الزر المطلوب. (هذا المثال يتوازى مع مثال برونر وجودناو وأوستن في كلاسيكيات علم النفس، دراسة التفكير).
من الممكن أخذ هذه الفكرة حول الاختبار المباشر وغير المباشر وتطبيقها على تجارب أكثر تعقيداً من أجل شرح وجود انحياز للتماثل عند الأشخاص. في إحدى التجارب، سيختبر الخاضع للتجربة فرضيته الساذجة مراراً وتكراراً بدلاً من محاولة دحضها.
اكتشف بيتر واسون المثال الكلاسيكي للانحياز للتماثل عند الخاضعين للتجربة (الأشخاص الذين تجرى عليهم التجربة) (1960-1968). هنا، أعطى القائم على التجربة الخاضعون للتجربة التسلسل الرقمي: "2، 4، 6"، وأبلغهم أن هذا التسلسل يتبع قاعدة معينة، ومن ثم أرشدهم للبحث عن القاعدة الكامنة وراء هذا الترتيب للأرقام. 
قام الأشخاص الخاضعون للتجربة بتقديم تسلسل الأرقام الخاصة بها كنوع من الاختبارات لمعرفة ما إذا كان بإمكانهم التحقق من القاعدة التي تحدد الأرقام التي يمكن تضمينها في التسلسل والتي لا يمكن تضمينها فيه. يستجيب معظم الأشخاص الخاضعين للتجربة للمهمة من خلال تحديد أن القاعدة الاساسية هي «أن الأرقام تتصاعد بمقدار 2»، ويقدمون فقط تسلسلات الأرقام التي تتوافق مع القاعدة السابقة كنوع من الاختبارات، مثل "3، 5، 7". يتبع كل من هذه التسلسلات القاعدة الرئيسية التي يفكر بها القائم على التجربة، على الرغم من أن «الأرقام تتصاعد بمقدار2» ليست المعيار الفعلي المستخدم. ومع ذلك، فنظراً إلى أن الأشخاص الخاضعين للتجربة ينجحون اختبار مبدأهم مراراً وتكراراً، فإنهم يعتقدون بسذاجة أن الفرضية التي اختاروها صحيحة.
عندما يقدم الخاضع للتجربة فرضية «أن الأرقام تتصاعد بمقدار2» إلى القائم على التجربة ويتم إخباره بأنها نظرية خاطئة، يحصل الكثير من الالتباس. في هذه المرحلة، يحاول العديد من الخاضعين للتجربة تغيير صياغة القاعدة بدون تغيير معناها، وحتّى أولئك الذين يتحولون إلى استعمال الاختبار غير المباشر يجدون صعوبة في التخلي عن قاعدة "+2"، مما ينتج قواعد محتملة مثل أن «العددين الأولين عشوائيين، والعدد الثالث هو ناتج جمع العددين الأولين». لم يدرك العديد من الخاضعين للتجربة أن القاعدة الفعلية التي استعملها القائم على التجربة هي «مجرد تعداد لأرقام متصاعدة»، بسبب عدم قدرتهم على التفكير في اختبارات غير مباشرة لفرضياتهم.

## انحياز للتماثل
اعتبر واسون أن فشل الأشخاص الخاضعين للتجربة هو نتيجة عدم قدرتهم على النظر إلى الفرضيات البديلة، وهذا هو أصل الانحياز للتماثل. يشرح جوناثان بارون أنه يمكن القول عن الخاضعين للتجربة أنهم يستعملون «إرشاد متماثل»، حيث يتم اختبار الفرضية فقط من خلال التفكير في النتائج التي يمكن العثور عليها إذا كانت هذه الفرضية صحيحة. هذه المجريات، التي يبدو أن الكثير من الناس يستخدمونها، تتجاهل الفرضيات البديلة.
يقترح بارون الأساليب البحثية التالية لتجنب الوقوع في فخ الانحياز للتماثل:
1. اسأل «ما مدى احتمال الإجابة بنعم، إذا افترضت أن فرضيتي خاطئة؟» تذكّر أن تختار اختباراً لديه احتمال كبير في إعطاء بعض الإجابات إذا كانت الفرضية صحيحة، واحتمال ضعيف إذا كانت خاطئة.
2. «حاول التفكير في فرضيات بديلة؛ ثم اختر اختباراً من المرجح أن يميزهم، وهو اختبار من المحتمل أن يعطي نتائج مختلفة اعتماداً على ما هو صحيح». أحد الأمثلة حول الحاجة إلى الإرشاد في محاولة طبيب ما لتشخيص التهاب الزائدة الدودية. في هذه الحالة، لن يساعد تقييم عدد خلايا الدم البيضاء في التشخيص لأن ارتفاع عدد خلايا الدم البيضاء يرتبط بعدد من الأمراض.